# This Is Our Night
This Is Our Night (svenska: "Detta är vår natt") är en låt av Sakis Rouvas, skriven av Dimitris Kontopoulos, Craig Porteils, och Cameron Giles-Webb. Den företrädde Grekland i Eurovision Song Contest 2009.

## Lista
- Digital nedladdning

1. "Right on Time" – 3:05
2. "This Is Our Night" – 2:59
3. "Out of Control" – 3:01

- CD-singel

1. "This Is Our Night" – 2:59
2. "Right on Time" – 3:05
3. "Out of Control" – 3:01

## Musikvideon
Musikvideon regisserades av den ukrainska direktören Katia Tsarik. Videon släpptes den 12 mars 2009.

## Listplaceringar
| Lista (2009)                     | Position |
| -------------------------------- | -------- |
| Billboard Grekland Digital Lista | 1        |
| Grekland Airplay Lista           | 1        |
| Grekland Top 40 Lista            | 2        |
| Cypern Airplay Lista             | 2        |
| Ryssland Airplay Lista           | 265      |